# Residuo sólido urbano

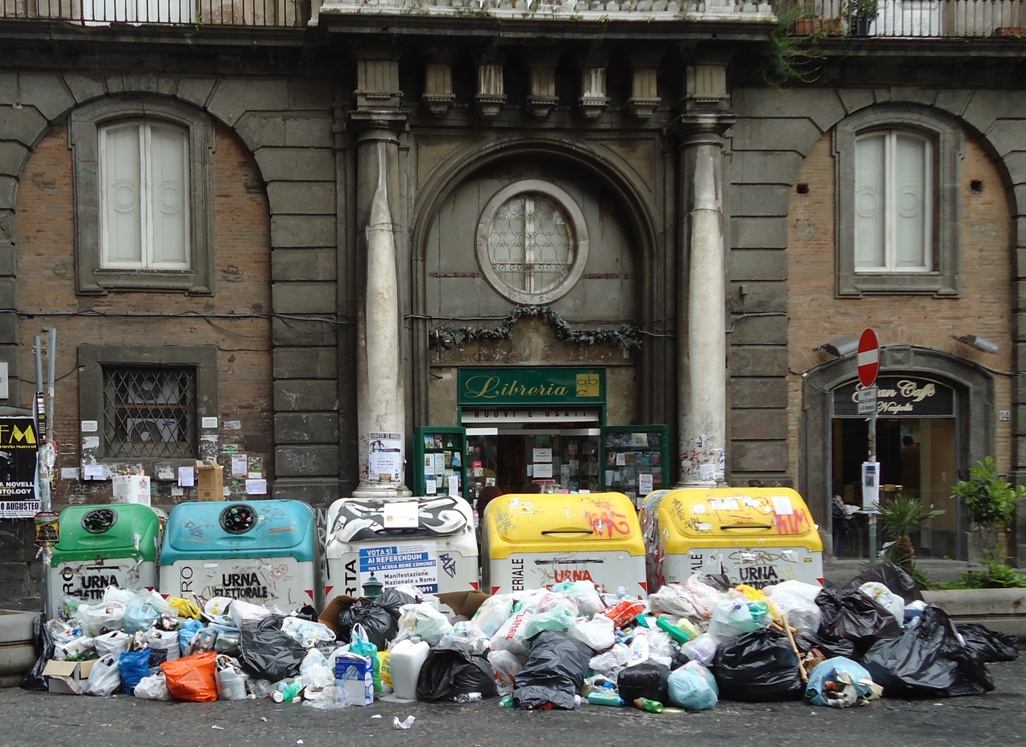
Residuos domiciliarios apilados en basureros en Nápoles.

Los residuos sólidos urbanos (RSU) o basura doméstica o residuos sólidos domésticos son aquellos desechos, basura o desperdicio que se generan en los núcleos urbanos o en sus zonas de influencia. Incluye una gran cantidad de materiales, desde restos de comida a envases de productos utilizados en el hogar. También se consideran como residuos urbanos los aparatos eléctricos o electrónicos desechados, ropa, pilas, acumuladores y muebles, así como los residuos y escombros procedentes de obras de construcción y reparación domiciliaria. A nivel global, los residuos generados en ámbito doméstico representan el mayor porcentaje de residuos generados por las diferentes actividades humanas. Se estima que cada habitante de la Tierra produce un promedio de un kg de residuos urbanos cada día. 
Una fracción de los residuos domiciliarios totales generados sigue su curso a un relleno sanitario, mientras que la otra continúa hacia el reciclaje.
El residuo sólido urbano no comprende los catalogados como peligrosos, aunque se pudieran producir en los anteriores lugares o actividades.

## Clasificación de los residuos sólidos urbanos
Los residuos sólidos urbanos se dividen principalmente en orgánicos e inorgánicos:
- Residuos orgánicos: Son aquellos que son biodegradables, por lo que tienen la característica de poder desintegrarse o degradarse rápidamente, transformándose en otro tipo de materia orgánica. Incluyen restos de comida, cáscaras de frutas y verduras, telas naturales y residuos procedentes de la poda de plantas. Estos desechos pueden recuperarse y utilizarse para la fabricación de un fertilizante eficaz y beneficioso para el medio ambiente, a través de la lombricultura y la elaboración de compost.[5][6]
- Residuos inorgánicos: Son aquellos residuos que no pueden ser degradados o desdoblados naturalmente debido a que son desechos de origen no biológico, de origen industrial o de algún otro proceso no natural; sin embargo, si alguno de estos tienen la posibilidad de descomponerse, esta tarda demasiado tiempo. Los residuos domiciliarios inorgánicos provienen de minerales y productos sintéticos. Algunos ejemplos son: metales (latas, chatarra), envases de plástico, vidrios, cristales, cartones plastificados, pilas, textiles y materiales tóxicos derivados de productos de limpieza.[6][7]

Estos residuos también se pueden clasificar en:
- Por su naturaleza física: seca o mojada.
- Por los riesgos potenciales: peligrosos y no peligrosos.
- Por su origen de generación: domiciliarios, comerciales, industriales, informáticos, de hospitales, entre otros.[6]

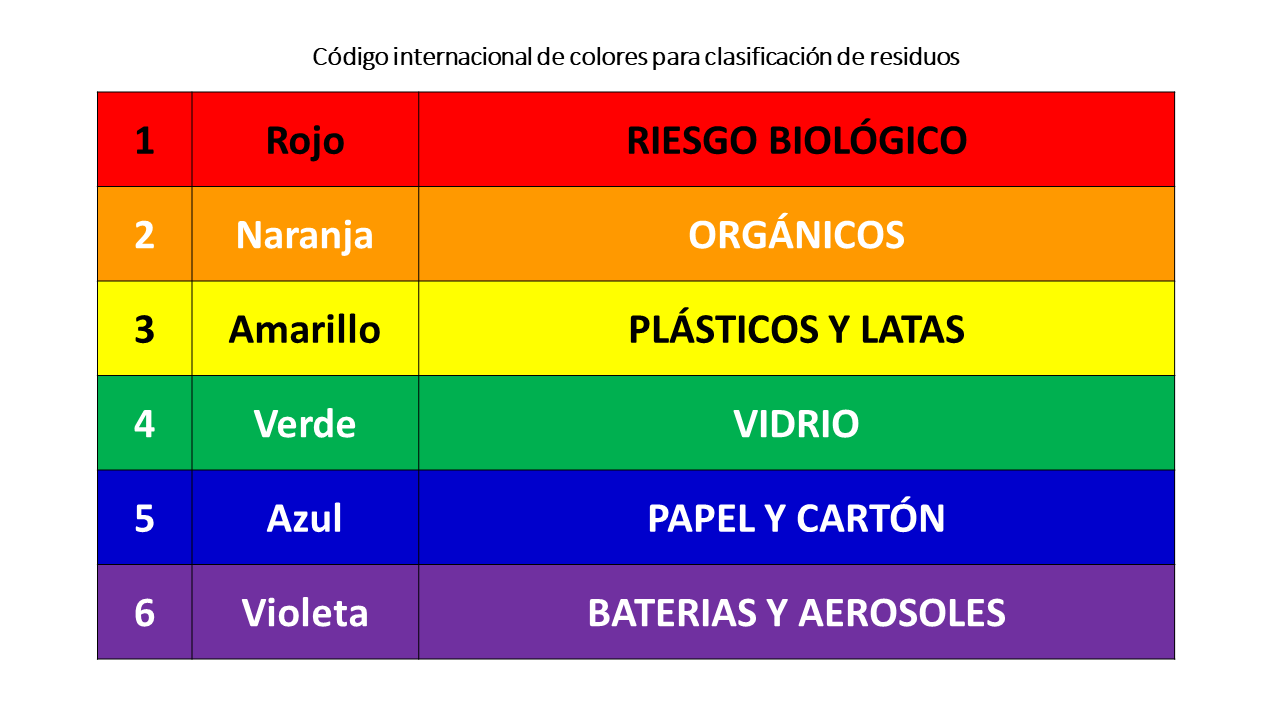
Código internacional de colores para la clasificación de residuos.

También se pueden clasificar por tipo, algo especialmente útil para la separación de residuos en origen:
- Materia orgánica: también llamada en la actualidad como biorresiduos. Son restos procedentes de la limpieza o preparación de los alimentos, junto a la comida que sobra y los restos de las podas.
- Papel y cartón,: periódicos, revistas, publicidad, cajas y embalajes.
- Plásticos: también como fracción de envases ligeros. Botellas, bolsas, embalajes, briks y tetrabriks, platos, vasos, cubiertos desechables; y también metales, como latas o botes.
- Vidrio: botellas, frascos diversos o vajilla rota de cristal.
- RAEE: residuos de aparatos eléctricos y electrónicos. Televisores, móviles, DVD, cafeteras y similares.
- Textil y calzado: como camisetas, pantalones, zapatillas y zapatos.
- Aceites de cocina: utilizados en la cocina son altamente contaminantes.
- Medicamentos: incluyendo sus cajas y sus restos.
- Otros: como material sanitario tipo tiritas, compresas y bastoncillos, productos de aseo como maquinillas de afeitar o cepillos de dientes, residuos de la limpieza de casa como polvo de barrer, colillas, platos de cerámica, fotografías y radiografías.

## Gestión de los residuos sólidos urbanos
La gestión de los residuos sólidos urbanos comprende tanto aspectos organizativos como aspectos operativos que tienen como fin proteger el ambiente, la salud y la calidad de vida de la población. La gestión se inicia con la generación, en la cual se deben tener en cuenta los principios de minimización en la producción de los mismos (teniendo en cuenta que los residuos generados son proporcionales al nivel desarrollado), recolección, transporte, transferencia, tratamiento y disposición final de los mismos de una forma segura, tanto para el personal que labora en dicha actividad, como para la población, sin causar impactos negativos al medio ambiente, con los mínimos costos, respetando las normas legales nacionales y los convenios internacionales.

### Generación
La generación consiste en la realización de cualquier tipo de actividad que produzca residuos domiciliarios, bien sean en grandes cantidades (residuos generados por supermercados, hospitales y hoteles), o en pequeñas cantidades (residuos generados por los hogares). El principio de minimización es la acción de reducir al mínimo posible el volumen y peligrosidad de los residuos sólidos, a través de cualquier estrategia preventiva, procedimiento, método o técnica utilizada en la actividad generadora. Las acciones más utilizadas para disminuir la cantidad de residuos generados se basan en la aplicación del principio o regla de las tres erres (reducir, reutilizar, reciclar).

### Recolección
La recolección es la recogida de los residuos acondicionados por el generador para encaminarlos por el medio del transporte adecuado, a una estación de transferencia, a una unidad de tratamiento o al lugar de disposición final. Se pueden distinguir dos tipos de recolección: la recolección general y la recolección selectiva:
- Recolección General: En esta se juntan los residuos sin tener en cuenta su clasificación y sus características particulares.
- Recolección Selectiva: En esta se recogen de manera separada todos lo residuos producidos; los cuales tienen que estar debidamente separados de acuerdo a sus características uniformes para ser llevado a una planta de aprovechamiento. Los residuos que no sean factibles de ser reciclados serán llevados al relleno sanitario para su disposición final. Un ejemplo de recolección selectiva es separar los residuos en metales, vidrios, papeles, plásticos, cartones y materia orgánica.[6] Esta varia de acuerdo al tipo de generador de los desechos, lo que supone la participación ciudadana al depositar en bolsas o contenedores distintivos, las diferentes clases de residuos domiciliarios.

Dentro del sistema de recolección se debe definir si la misma será:
- Recolección de esquina o punto fijo: El camión realiza paradas en puntos fijos accesibles a los usuarios.
- Recogida domiciliaria casa por casa: Es el servicio más completo que prácticamente no implica trabajo alguno a las familias o locales afectados, pero que requiere una abundante mano de obra.
- Recogida semimecanizada con recipientes especiales por edificios o grupos de viviendas: La cual solo se requiere el trabajo de colocación en los contenedores designados y permite reducir la cantidad de personal por vehículo, así como disminuir los tiempos de recorrido.[2]

### Transporte
El transporte consiste en los viajes a los que son sometidos los residuos domiciliarios desde donde son generados hasta los puntos de tratamiento o plantas de transferencia. El transporte debe realizarse en vehículos habilitados y debidamente preparados para asegurar que no se dispersen los residuos en el ambiente. Algunos de estos son:
- Camión recolector con caja compactadora.
- Camión recolector con caja cerrada sin compactación.
- Camión para contenedores de gran capacidad (roll on–roll off).
- Camión de caja abierta.[2]

### Transferencia
Una estación de transferencia de residuos sólidos domiciliarios, se define como el conjunto de equipos e instalaciones donde se lleva a cabo el transbordo de dichos residuos, de los vehículos recolectores a vehículos de carga en gran tonelaje, para transportarlos hasta los sitios de destino final. El objetivo fundamental de una estación de transferencia, es incrementar la eficiencia global de los servicios de manejo de los residuos, a través de la economía que se logra con la disminución del costo general de manejo, así como por la reducción en los tiempos de transporte y la utilización intensiva de los equipos y el recurso humano.
Han surgido diferentes maneras de verter los residuos a las transferencias, las cuales también han ido mejorando por las necesidades y experiencias obtenidas en los diferentes países del mundo. Algunos tipos son:
- Estaciones de descarga directa: El sistema de transferencia de descarga directa consiste en el transbordo de los residuos sólidos de los vehículos recolectores mediante vaciado por gravedad a un tráiler descubierto, con una capacidad que varía de 20 a 25 toneladas. Estas estaciones tienen la característica de no almacenar los desechos, lo que exige que siempre haya un vehículo de transferencia en condiciones de recibir los residuos de los recolectores.
- Estaciones de descarga indirecta: En estas estaciones de transferencia la descarga de residuos de los vehículos de recolección se realiza a una fosa de almacenamiento o sobre una plataforma donde posteriormente los residuos son cargados en los vehículos de transferencia con equipos auxiliares.
- Estaciones combinadas: Estaciones de descarga directa y descarga indirecta.[9]

### Tratamiento
Una vez recolectados y antes de ser depositados en los sitios de disposición final (o rellenos sanitarios), los residuos sólidos pueden ser sometidos a procesos que produzcan beneficios técnicos, operativos, económicos y ambientales. Por lo que el tratamiento de residuos consiste en la realización de operaciones en plantas de tratamiento de sólidos para su: acondicionamiento, valoración o eliminación.
Algunos procesos de tratamiento de residuos sólidos domiciliarios son:
- Incineración: La incineración es un proceso de combustión controlada que transforma la fracción orgánica de los residuos sólidos urbanos en materiales inertes (cenizas) y gases. Las instalaciones de incineración se llevan a cabo tanto a pequeña escala por parte de personas como a gran escala por parte de las industrias. Se utilizan para eliminar desechos sólidos, desechos líquidos y gaseosos.
- Reciclaje: El objetivo del reciclaje es la recuperación (ya sea de forma directa o indirecta) de los componentes que contienen los residuos domiciliarios.
- Compostaje: Las materias que son de naturaleza orgánica, tales como el material vegetal, trozos de alimentos, y productos de papel, pueden ser reciclados mediante el compostaje. Mediante procesos biológicos de digestión que descomponen la materia orgánica de los residuos. Este material orgánico resultante es reciclado posteriormente como compost y destinado para la agricultura o la jardinería.[2][10]

### Disposición Final
Es el conjunto de operaciones destinadas a lograr el depósito permanente de los residuos domiciliarios en lugares especialmente acondicionados y habilitados para ello. Estos lugares son conocidos como centros de disposición final, los cuales deben cumplir con ciertas características como: estar en lugares alejados de áreas urbanas para que no afecten la calidad de vida de la población, no ubicarse dentro de áreas protegidas o de lugares que tienen elementos del patrimonio natural y cultural, ni tampoco localizarse en áreas que se pueden inundar. Los centros más comunes de disposición final de residuos domiciliarios o urbanos son los rellenos sanitarios, los cuales son lugares donde se da la eliminación final de los desechos sólidos en el suelo, con el objetivo de no causar molestias, peligros para la salud y la seguridad pública ni daños all medio ambiente.

## Impacto ambiental
La industrialización, el desarrollo de las economías y el aumento continuo del consumo, han incrementado el volumen de residuos producidos por las sociedades del mundo. De igual manera, el mal tratamiento de estos puede generar consecuencias negativas a la salud de las personas, al igual que a los ecosistemas naturales. Algunos de estos impactos son:
- Contaminación de los suelos y cuerpos de agua: Al descomponerse los residuos generan lixiviados que contienen sustancias que se infiltran en los suelos o fuera del sitio de depósito. En ocasiones, este tipo de líquidos genera un deterioro en los suelos y cuerpos de agua, causando un riesgo a la salud humana y a otras especies.
- Proliferación de fauna nociva y transmisión de enfermedades: Los residuos orgánicos generados atraen a diversas especies, que a su vez, los exponen a distintas enfermedades peligrosas.
- Generación de contaminantes y gases de efecto invernadero: La descomposición de los residuos no solo genera gases que resultan de olor desagradable, también son peligrosos debido a su toxicidad y su explosividad. De igual manera, algunos de ellos son gases de efecto invernadero, los cuales contribuyen al cambio climático global.
- Adelgazamiento de la capa de ozono: Cuando los residuos como envases de unicel, plaguicidas, aerosoles, algunas pinturas y desodorantes, son desechados de manera inadecuada y liberados a la atmósfera, convirtiéndose en fuentes de emisión de sustancias agotadoras del ozono (SAO).[11]